# Alexandre Andrault de Langeron

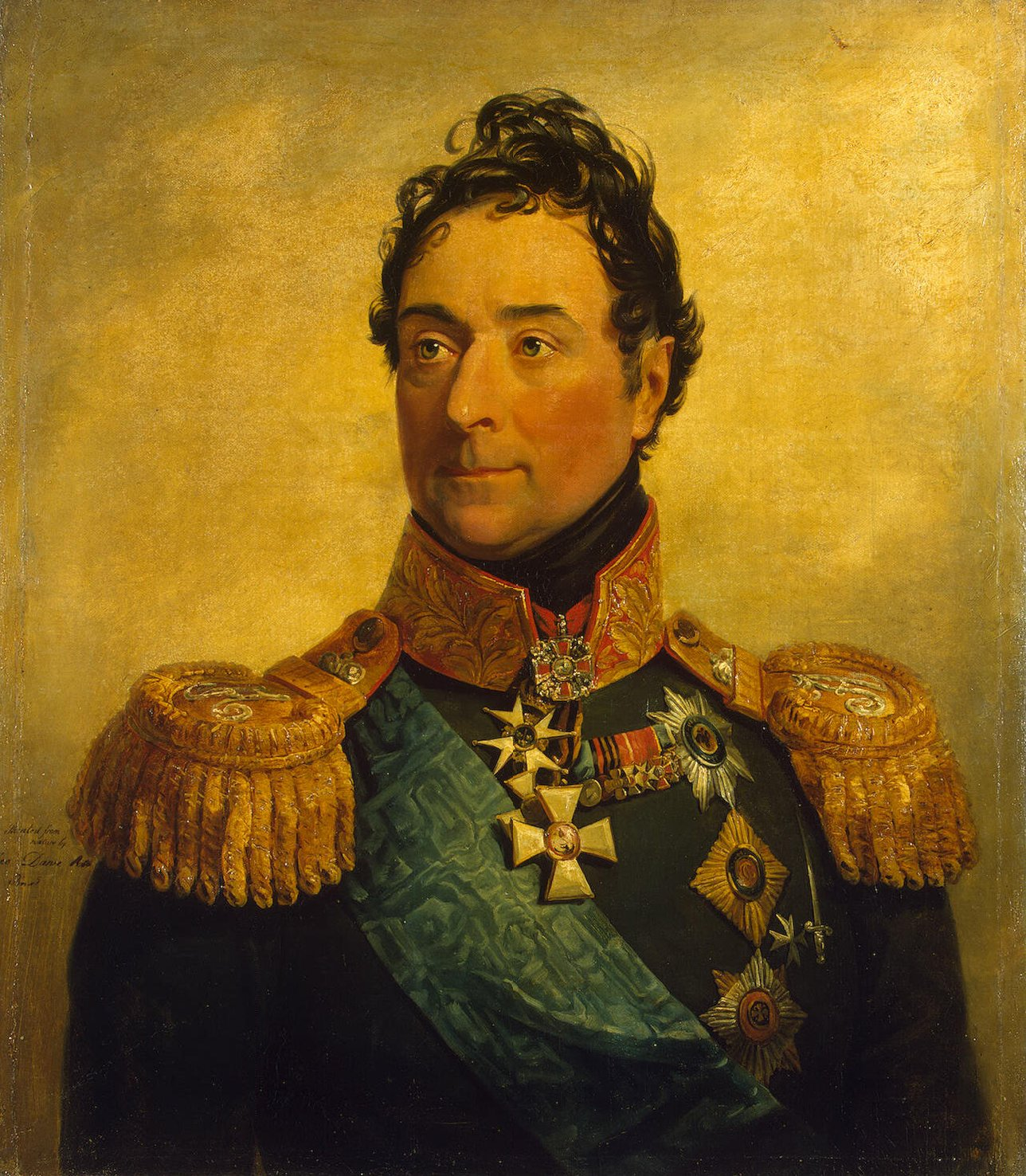
General Langeron

Alexandre-Louis Andrault, comte de Langeron (russisch: Александр Федорович Ланжерон, wiss.: Aleksandr Fjodorovič Langeron franz. Alexandre-Louis Andrault; * 13. Januarjul. / 24. Januar 1763greg. in Paris; † 4. Julijul. / 16. Juli 1831greg. in Odessa) war ein General der Infanterie der russischen Armee französischer Herkunft.

## Leben
1778 trat Langeron als Kadett in die französische Armee ein und 1781 in das Infanterieregiment Bourbonnais (Régiment de Bourbonnais). Dieses Regiment hatte als Teil der französischen Interventionstruppen (Expédition Particulière) 1781 im Amerikanischen Unabhängigkeitskrieg in der Schlacht bei Yorktown gegen die britischen Truppen gekämpft. Langeron traf jedoch erst im September 1782, nach dem Ende nennenswerter Kämpfe, in Philadelphia ein. Er gehörte zur Entourage von Antoine Charles du Houx, Baron de Vioménil, dem stellvertretenden Befehlshaber der französischen Truppen. Langeron kehrte im Juni 1783 im Range eines Colonel en second nach Frankreich zurück.
Im Zuge der politischen Ereignisse der französischen Revolution emigrierte er 1789 nach Russland und trat dort in die Armee ein. Sein erster Einsatz in russischen Diensten war seine Teilnahme am Russisch-Schwedischen Krieg. Im Russisch-Österreichischen Türkenkrieg (1787–1792) zeichnete er sich bei der Erstürmung der Stadt Ismajil (heute Ukraine) durch Tapferkeit und Können aus. Dafür ließ ihm Zarin Katharina II. einen Ehrendegen übersenden. Am 28. Juni 1796 wurde er Brigadier und am 22. Mai 1797 zum Generalmajor ernannt, mit der gleichzeitigen Ernennung des Chefs des Musketier-Regiments von Ufa. Am 25. Oktober 1798 stieg er in den Rang eines Generalleutnants auf.
Langeron führte während der Schlacht bei Austerlitz (2. Dezember 1805) die zweite russische Kolonne gegen die französischen Truppen. Von 1807 an war Langeron am Russisch-Türkischen Krieg (1806–1812) beteiligt und machte sich 1810 insbesondere um die Einnahme Silistras verdient. Für die Einnahme von Rustschuk (September 1810) wurde er zum General der Infanterie befördert. Anfang 1811 ersetzte er vorübergehend den Oberbefehlshaber der Moldauischen Armee, General N. M. Kamenski und nach der Ankunft des neuen Oberbefehlshabers Fürst Kutusow wurde er dessen enger Assistent. Während des Russlandfeldzuges von 1812 befehligte er ein Korps in der Armee des Admirals Tschitschagow und zeichnete sich während des Rückzugs u. a. durch die rege Fürsorge für seine Landsleute aus. Er beteiligte sich im November an der Schlacht von Borissow, der Besetzung von Wilna und der Überquerung der Weichsel.
In der zweiten Hälfte des Feldzugs von 1813 befehligte Langeron unter Generalfeldmarschall Gebhard Leberecht von Blücher ein russisches Korps. In der Schlacht an der Katzbach zwang er eine französische Division unter Befehl von General Puthod zur Kapitulation, auch in der Völkerschlacht bei Leipzig focht Langeron mit Auszeichnung. Im Januar 1814 umschloss er die Festung Mainz rechtsrheinisch. Im Feldzug von 1814 erstürmte er am 30. März die Höhen des Montmartre (Kapitulation von Paris); 1815 befehligte er ein Korps von 35.000 Mann, ohne jedoch ein Gefecht zu liefern. Nach der Rückkehr nach Russland 1815 wurde er Gouverneur der Krim und 1822 Generalgouverneur von Neurussland. Langeron führte 1829 als General der Infanterie ein Armeekorps gegen die Hohe Pforte (→ Russisch-Türkischer Krieg 1828–1829) und begab sich nach dem Frieden nach Petersburg, wo er am 4. Juli 1831 an der Cholera starb.